# Bahnradsport-Europameisterschaften der Junioren/U23 2017

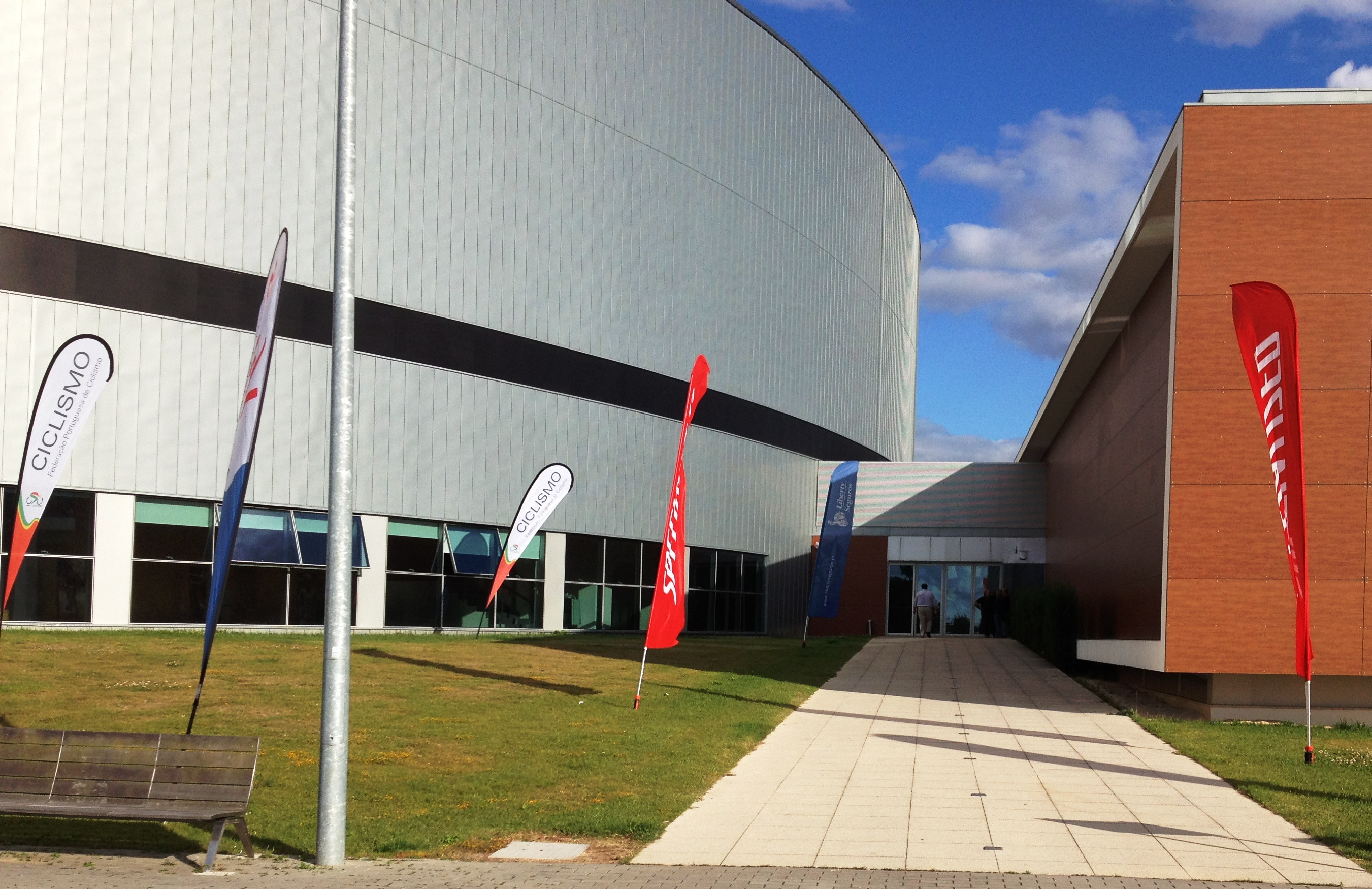
Die Wettkampfstätte Velódromo Nacional

Die Bahnradsport-Europameisterschaften der Junioren/U23 2017 (2017 UEC Jun/U23 Track European Championships) fanden vom 18. bis 23. Juli 2017 im portugiesischen Sangalhos im dortigen Velódromo Nacional statt. Damit wurden die Europameisterschaften für die Klassen U23 und Junioren zum fünften Mal nach 2011, 2012, 2013 und 2014 in Sangalhos ausgetragen.
An den Start gingen rund 380 Athletinnen und Athleten. Gemeldet waren 59 Juniorinnen, 113 Junioren, 88 Frauen (U23) und 123 Männer (U23) aus 25 Ländern. Vergeben wurden 44 Titel.
Im Nationen-Ranking siegte die Mannschaft aus Italien mit zehn Gold- und insgesamt 14 Medaillen. Die meisten Medaillen gingen auf das Konto der Ausdauer-Fahrerinnen, herausragend dabei die Juniorin Letizia Paternoster, die in fünf Disziplinen startete und in allen Gold holte. In der Qualifikation der Einerverfolgung über 2000 Meter stellte sie zudem mit 2:20,92 Minuten einen neuen Juniorinnen-Weltrekord auf. Den zweiten Platz im Medaillenspiegel belegte Russland mit sieben Goldmedaillen und insgesamt 20 Medaillen, vor Großbritannien mit 24 Medaillen, davon sechs goldene. Frankreich belegte Rang vier, auch dank der hervorragenden Leistungen der Juniorin Mathilde Gros, die in den Disziplinen Sprint, 500-Meter-Zeitfahren sowie Keirin für sich entschied und im Teamsprint Silber errang. Bei den U23-Ausdauerfahrern errang der Brite Mark Stewart jeweils Gold im Omnium und in der Einerverfolgung. Das russische Junioren-Trio Daniil Komkow, Dmitri Nesterow und Pawel Rostow stellte mit 44,460 Sekunden einen neuen Junioren-Weltrekord im Teamsprint auf.
Die Mannschaft des Bund Deutscher Radfahrer belegte Rang sieben mit insgesamt neun Medaillen, darunter zwei goldene. Die vierfache Junioren-Weltmeisterin Pauline Grabosch entschied das 500-Meter-Zeitfahren der U23 für sich, und – überraschend – Tatjana Paller das Punktefahren. Die Schweiz errang drei Medaillen, eine silberne und zwei bronzene.

## Zeitplan

### U23
| Datum                | Disziplinen Männer                           | Disziplinen Frauen                   |
| -------------------- | -------------------------------------------- | ------------------------------------ |
| Dienstag, 18. Juli   | Ausscheidungsfahren, Einerverfolgung         | Ausscheidungsfahren, Einerverfolgung |
| Mittwoch, 19. Juli   | Scratch, Teamsprint                          | Scratch, Teamsprint                  |
| Donnerstag, 20. Juli | 1000-Meter-Zeitfahren, Mannschaftsverfolgung | Mannschaftsverfolgung                |
| Freitag, 21. Juli    | Punktefahren                                 | Punktefahren, Sprint                 |
| Samstag, 22. Juli    | Sprint, Omnium                               | 500-Meter-Zeitfahren, Omnium         |
| Sonntag, 23. Juli    | Keirin, Zweier-Mannschaftsfahren             | Keirin, Zweier-Mannschaftsfahren     |

### Junioren/Juniorinnen
| Datum                | Disziplinen Junioren                                              | Disziplinen Juniorinnen                    |
| -------------------- | ----------------------------------------------------------------- | ------------------------------------------ |
| Dienstag, 18. Juli   | Scratch, Teamsprint                                               | Scratch, Teamsprint                        |
| Mittwoch, 19. Juli   | 1000-Meter-Zeitfahren, Mannschaftsverfolgung, Ausscheidungsfahren | Mannschaftsverfolgung, Ausscheidungsfahren |
| Donnerstag, 20. Juli | Einerverfolgung                                                   | Einerverfolgung, Sprint                    |
| Freitag, 21. Juli    | Sprint, Omnium                                                    | 500-Meter-Zeitfahren, Omnium               |
| Samstag, 22. Juli    | Keirin, Punktefahren                                              | Keirin, Punktefahren                       |
| Sonntag, 23. Juli    | Zweier-Mannschaftsfahren                                          | Zweier-Mannschaftsfahren                   |

## Resultate U23
Legende: "G" = Zeit aus dem Finale um Gold; "B" = Zeit aus dem Finale um Bronze

### Sprint
| Platz | Sportler         | Land | Zeit (s) |
| ----- | ---------------- | ---- | -------- |
|       | Sébastien Vigier | FRA  |          |
|       | Harrie Lavreysen | NED  |          |
|       | Joseph Truman    | GBR  |          |

| Platz | Sportlerin        | Land | Zeit (s) |
| ----- | ----------------- | ---- | -------- |
|       | Olena Starykowa   | UKR  |          |
|       | Pauline Grabosch  | GER  |          |
|       | Hetty van de Wouw | NED  |          |

### Keirin
| Platz | Sportler         | Land |
| ----- | ---------------- | ---- |
|       | Harrie Lavreysen | NED  |
|       | Jiri Fanta       | CZE  |
|       | Jack Carlin      | POL  |

| Platz | Sportlerin         | Land |
| ----- | ------------------ | ---- |
|       | Hetty van de Wouw  | NED  |
|       | Tatjana Kisseljowa | RUS  |
|       | Melissandre Pain   | FRA  |

### Teamsprint
| Platz | Sportler                                             | Land | Zeit (s) |
| ----- | ---------------------------------------------------- | ---- | -------- |
|       | Jack Carlin Ryan Owens Joseph Truman                 | GBR  | 44,167G  |
|       | Michail Dmitrijew Alexander Dubschenko Alexei Nossow | RUS  | 44,529G  |
|       | Michal Lewandowski Mateusz Milak Patryk Rajkowski    | POL  | 45,406B  |

| Platz | Sportlerin                          | Land | Zeit (s) |
| ----- | ----------------------------------- | ---- | -------- |
|       | Kyra Lamberink Hetty van de Wouw    | NED  | 33,739G  |
|       | Mathilde Gros Melissandre Pain      | FRA  | 35,205G  |
|       | Natalja Antonowa Tatjana Kisseljowa | RUS  | 34,218B  |

### Zeitfahren
| Platz | Sportler            | Land | Zeit (min) |
| ----- | ------------------- | ---- | ---------- |
|       | Alexander Wasjuchno | RUS  | 1:01,345   |
|       | Joseph Truman       | GBR  | 1:01,830   |
|       | Sam Ligtlee         | NED  | 1:02,045   |

| Platz | Sportlerin       | Land | Zeit (s) |
| ----- | ---------------- | ---- | -------- |
|       | Pauline Grabosch | GER  | 33,703   |
|       | Olena Starykowa  | UKR  | 34,423   |
|       | Kyra Lamberink   | NED  | 34,562   |

### Einerverfolgung
| Platz | Sportler            | Land | Zeit (min)       |
| ----- | ------------------- | ---- | ---------------- |
|       | Mark Stewart        | GBR  | 4:18,843G        |
|       | Ivo Oliveira        | POR  | 4:23,221G        |
|       | Daniel Staniszewski | POL  | Gegner eingeholt |

| Platz | Sportlerin         | Land | Zeit (min) |
| ----- | ------------------ | ---- | ---------- |
|       | Justyna Kaczkowska | POL  | 3:32,684G  |
|       | Eleanor Dickinson  | GBR  | 3:34,948G  |
|       | Francesca Pattaro  | ITA  | 3:35,417B  |

### Mannschaftsverfolgung
| Platz | Sportler                                                       | Land | Zeit (min) |
| ----- | -------------------------------------------------------------- | ---- | ---------- |
|       | Matthew Bostock Ethan Hayter Joe Holt Matthew Walls            | GBR  |            |
|       | Lindsay De Vylder Robbe Ghys Gerben Thijssen Sasha Weemaes     | BEL  | eingeholt  |
|       | Dawid Czubak Szymon Krawczyk Bartosz Rudyk Daniel Staniszewski | POL  | 4:03,441B  |

| Platz | Sportlerin                                                       | Land | Zeit (min) |
| ----- | ---------------------------------------------------------------- | ---- | ---------- |
|       | Martina Alzini Elisa Balsamo Marta Cavalli Francesca Pattaro     | ITA  |            |
|       | Justyna Kaczkowska Weronika Humelt Nikol Płosaj Wiktoria Pikulik | POL  | eingeholt  |
|       | Franziska Brauße Tatjana Paller Gudrun Stock Laura Süßemilch     | GER  | 4:39,028B  |

### Ausscheidungsfahren
| Platz | Sportler       | Land |
| ----- | -------------- | ---- |
|       | Rui Oliveira   | POR  |
|       | Damian Sławek  | POL  |
|       | Maxim Piskunow | RUS  |

| Platz | Sportlerin        | Land |
| ----- | ----------------- | ---- |
|       | Emily Nelson      | GBR  |
|       | Olivija Baleišytė | LTU  |
|       | Ziortza Isasi     | ESP  |

### Scratch
| Platz | Sportler        | Land |
| ----- | --------------- | ---- |
|       | Jauhen Karaljok | BLR  |
|       | Niklas Larsen   | DEN  |
|       | Maxim Piskunow  | RUS  |

| Platz | Sportlerin        | Land |
| ----- | ----------------- | ---- |
|       | Rachele Barbieri  | ITA  |
|       | Eleanor Dickinson | GBR  |
|       | Amalie Dideriksen | DEN  |

### Punktefahren
| Platz | Sportler      | Land | Punkte |
| ----- | ------------- | ---- | ------ |
|       | Niklas Larsen | DEN  | 103    |
|       | Ethan Hayter  | GBR  | 76     |
|       | Mark Downey   | IRL  | 72     |

| Platz | Sportlerin        | Land | Punkte |
| ----- | ----------------- | ---- | ------ |
|       | Tatjana Paller    | GER  | 55     |
|       | Amalie Dideriksen | DEN  | 43     |
|       | Manon Lloyd       | GBR  | 36     |

### Omnium
| Platz | Sportler      | Land | Punkte |
| ----- | ------------- | ---- | ------ |
|       | Mark Stewart  | GBR  | 121    |
|       | Niklas Larsen | DEN  | 113    |
|       | Adrien Garel  | FRA  | 108    |

| Platz | Sportlerin        | Land | Punkte |
| ----- | ----------------- | ---- | ------ |
|       | Elisa Balsamo     | ITA  | 140    |
|       | Eleanor Dickinson | GBR  | 136    |
|       | Amalie Dideriksen | DEN  | 134    |

### Madison
| Platz | Sportler                        | Land | Punkte (Runden) |
| ----- | ------------------------------- | ---- | --------------- |
|       | Lindsay De Vylder Robbe Ghys    | BEL  | 51              |
|       | Maxim Piskunow Sergei Rostowzew | RUS  | 31              |
|       | Roman Hladysch Witalij Hryniw   | UKR  | 29              |

| Platz | Sportlerin                     | Land | Punkte (Runden) |
| ----- | ------------------------------ | ---- | --------------- |
|       | Eleanor Dickinson Manon Lloyd  | GBR  | 46              |
|       | Diana Klimowa Marija Petuchowa | RUS  | 44              |
|       | Elisa Balsamo Rachele Barbieri | ITA  | 27              |

## Resultate Juniorinnen/Junioren
Legende: "G" = Zeit aus dem Finale um Gold; "B" = Zeit aus dem Finale um Bronze

### Sprint
| Platz | Sportler        | Land | Zeit (s) |
| ----- | --------------- | ---- | -------- |
|       | Rayan Helal     | FRA  |          |
|       | Dmitri Nesterow | RUS  |          |
|       | Pawel Pertschuk | RUS  |          |

| Platz | Sportlerin          | Land | Zeit (s) |
| ----- | ------------------- | ---- | -------- |
|       | Mathilde Gros       | FRA  |          |
|       | Lea Friedrich       | GER  |          |
|       | Steffi van der Peet | NED  |          |

### Keirin
| Platz | Sportler          | Land |
| ----- | ----------------- | ---- |
|       | Pawel Pertschuk   | RUS  |
|       | Daniel Rochna     | POL  |
|       | Cezary Laczkowski | POL  |

| Platz | Sportlerin      | Land |
| ----- | --------------- | ---- |
|       | Mathilde Gros   | FRA  |
|       | Martina Fidanza | ITA  |
|       | Lauren Bate     | GBR  |

### Teamsprint
| Platz | Sportler                                   | Land | Zeit (s)   |
| ----- | ------------------------------------------ | ---- | ---------- |
|       | Daniil Komkow Dmitri Nesterow Pawel Rostow | RUS  | 44,460G WR |
|       | Lukasz Kowal Daniel Rochna Krystian Ruta   | POL  | 46,070G    |
|       | Timo Bichler Elias Edbauer Carl Hinze      | GER  | 45,406B DR |

| Platz | Sportlerin                          | Land | Zeit (s) |
| ----- | ----------------------------------- | ---- | -------- |
|       | Polina Waschenko Jana Tyschtschenko | RUS  | 35,107G  |
|       | Emma Götz Lea Sophie Friedrich      | GER  | 35,361G  |
|       | Georgia Hilliard Lauren Bate        | GBR  | 35,387B  |

### Zeitfahren
| Platz | Sportler       | Land | Zeit (min) |
| ----- | -------------- | ---- | ---------- |
|       | Pawel Perschuk | RUS  | 1:02,134   |
|       | Carl Hinze     | GER  | 1:03,746   |
|       | Jakub Stastny  | CZE  | 1:03,976   |

| Platz | Sportlerin    | Land | Zeit (s) |
| ----- | ------------- | ---- | -------- |
|       | Mathilde Gros | FRA  | 34,672   |
|       | Lea Friedrich | GER  | 34,735   |
|       | Lauren Bate   | GBR  | 35,407   |

### Einerverfolgung
| Platz | Sportler     | Land | Zeit (min) |
| ----- | ------------ | ---- | ---------- |
|       | Iwan Smirnow | RUS  | 3:19,050G  |
|       | Xeno Young   | IRL  | 3:22,268G  |
|       | Rhys Britton | GBR  | 3:20,125B  |

| Platz | Sportlerin          | Land | Zeit (min) |
| ----- | ------------------- | ---- | ---------- |
|       | Letizia Paternoster | ITA  | 2:22,140G  |
|       | Marija Nowolodskaja | RUS  | 2:25,499G  |
|       | Mylène de Zoete     | NED  | 2:25,166B  |

### Mannschaftsverfolgung
| Platz | Sportler                                                | Land | Zeit (min) |
| ----- | ------------------------------------------------------- | ---- | ---------- |
|       | Lew Gonow Dmitri Muchomedjarow Iwan Smirnow Gleb Syriza | RUS  | 4:04,023   |
|       | Rhys Britton Joseph Nally Jake Stewart Fred Wright      | GBR  | 4:08,652   |
|       | Scott Quincey Mauro Schmid Valère Thiébaud Alex Vogel   | SUI  | 4:08,360   |

| Platz | Sportlerin                                                                | Land | Zeit (min) |
| ----- | ------------------------------------------------------------------------- | ---- | ---------- |
|       | Chiara Consonni Letizia Paternoster Martina Fidanza Vittoria Guazzini     | ITA  | 3:23,419   |
|       | Amber van der Hulst Kirstie van Haaften Marit Raaijmakers Mylène de Zoete | NED  | 3:25,168   |
|       | Anastassija Lukaschenko Darja Malkowa Karine Minasjan Marija Nowolodskaja | RUS  | 3:29,231   |

### Ausscheidungsfahren
| Platz | Sportler        | Land |
| ----- | --------------- | ---- |
|       | Michele Gazzoli | ITA  |
|       | JB Murphy       | IRL  |
|       | Unai Iribar     | ESP  |

| Platz | Sportlerin          | Land |
| ----- | ------------------- | ---- |
|       | Letizia Paternoster | ITA  |
|       | Maria Martins       | POR  |
|       | Pfeiffer Georgi     | GBR  |

### Scratch
| Platz | Sportler          | Land |
| ----- | ----------------- | ---- |
|       | Daniel Babor      | CZE  |
|       | Filip Prokopyszyn | POL  |
|       | Michele Gazzoli   | ITA  |

| Platz | Sportlerin      | Land |
| ----- | --------------- | ---- |
|       | Martina Fidanza | ITA  |
|       | Petra Ševčíková | CZE  |
|       | Jenny Holl      | GBR  |

### Punktefahren
| Platz | Sportler              | Land | Punkte |
| ----- | --------------------- | ---- | ------ |
|       | Oleg Kanaka           | UKR  | 58     |
|       | Fabio Van den Bossche | BEL  | 50     |
|       | Mauro Schmid          | SUI  | 34     |

| Platz | Sportlerin       | Land | Punkte |
| ----- | ---------------- | ---- | ------ |
|       | Olha Kulynych    | UKR  | 41     |
|       | Aksana Salaujewa | BLR  | 35     |
|       | Valentine Fortin | FRA  | 31     |

### Omnium
| Platz | Sportler           | Land | Punkte |
| ----- | ------------------ | ---- | ------ |
|       | Fred Wright        | GBR  | 134    |
|       | Alex Vogel         | SUI  | 123    |
|       | Valentin Tabellion | FRA  | 111    |

| Platz | Sportlerin          | Land | Punkte |
| ----- | ------------------- | ---- | ------ |
|       | Letizia Paternoster | ITA  | 137    |
|       | Olha Kulynych       | UKR  | 115    |
|       | Marija Nowolodskaja | RUS  | 115    |

### Madison
| Platz | Sportler                                | Land | Punkte (Runden) |
| ----- | --------------------------------------- | ---- | --------------- |
|       | Fabio Van den Bossche Nicolas Wernimont | BEL  | 37              |
|       | Daniel Babor Daniel Rybin               | CZE  | 27              |
|       | Rhys Britton Jake Stewart               | GBR  | 26              |

| Platz | Sportlerin                          | Land | Punkte (Runden) |
| ----- | ----------------------------------- | ---- | --------------- |
|       | Chiara Consonni Letizia Paternoster | ITA  | 32              |
|       | Darja Malkowa Marija Nowolodskaja   | RUS  | 25              |
|       | Pfeiffer Georgi Jenny Holl          | GBR  | 21              |

## Medaillenspiegel

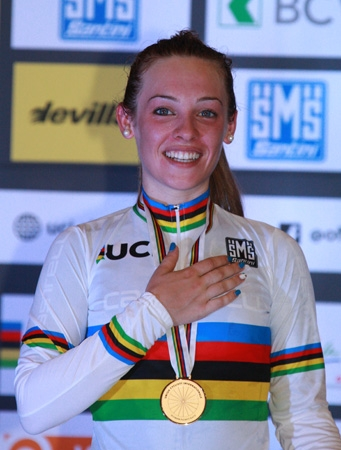
Mit fünf Goldmedaillen die erfolgreichste Sportlerin: die Italienerin Letizia Paternoster (hier bei der Junioren-WM 2016)

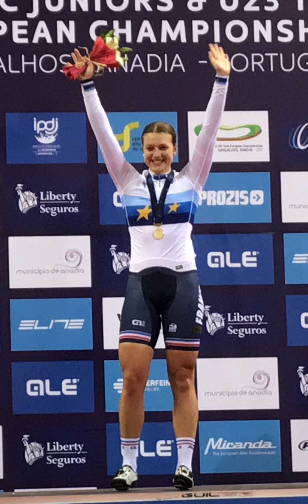
Mathilde Gros aus Frankreich errang drei Goldmedaillen

| Rang   | Land                   | Gold | Silber | Bronze | Gesamt |
| ------ | ---------------------- | ---- | ------ | ------ | ------ |
| 1      | Italien                | 10   | 1      | 3      | 14     |
| 2      | Russland               | 7    | 7      | 6      | 20     |
| 3      | Vereinigtes Königreich | 6    | 6      | 11     | 24     |
| 4      | Frankreich             | 5    | 1      | 4      | 10     |
| 5      | Niederlande            | 3    | 2      | 5      | 10     |
| 6      | Ukraine                | 3    | 2      | 1      | 6      |
| 7      | Deutschland            | 2    | 5      | 2      | 9      |
| 8      | Belgien                | 2    | 2      | -      | 4      |
| 9      | Polen                  | 1    | 5      | 4      | 10     |
| 10     | Dänemark               | 1    | 3      | 2      | 6      |
| 11     | Tschechien             | 1    | 3      | 1      | 5      |
| 12     | Portugal               | 1    | 2      | -      | 3      |
| 13     | Irland                 | –    | 2      | 1      | 3      |
| 14     | Belarus                | 1    | 1      | -      | 2      |
| 15     | Schweiz                | –    | 1      | 2      | 3      |
| 16     | Litauen                | –    | 1      | -      | 1      |
| 17     | Spanien                | –    | –      | 2      | 2      |
| Gesamt | Gesamt                 | 44   | 44     | 44     | 132    |

## Aufgebote

### Bund Deutscher Radfahrer

#### U23
- Frauen (Kurzzeit): Pauline Grabosch
- Männer (Kurzzeit): Domenique Anklam, Jan May, Nik Schröter, Moritz Meißner, Marc Jurczyk
- Frauen (Ausdauer): Gudrun Stock, Tatjana Paller, Laura Süßemilch, Franziska Brauße, Michaela Ebert
- Männer (Ausdauer): Moritz Malcharek, Erik Schubert

#### Junioren
- Juniorinnen (Kurzzeit): Emma Götz, Lea Sophie Friedrich
- Junioren (Kurzzeit): Elias Edbauer, Timo Bichler, Valentin Schumann, Carl Hinze
- Junioren (Ausdauer): Calvin Dik, Nils Weispfennig

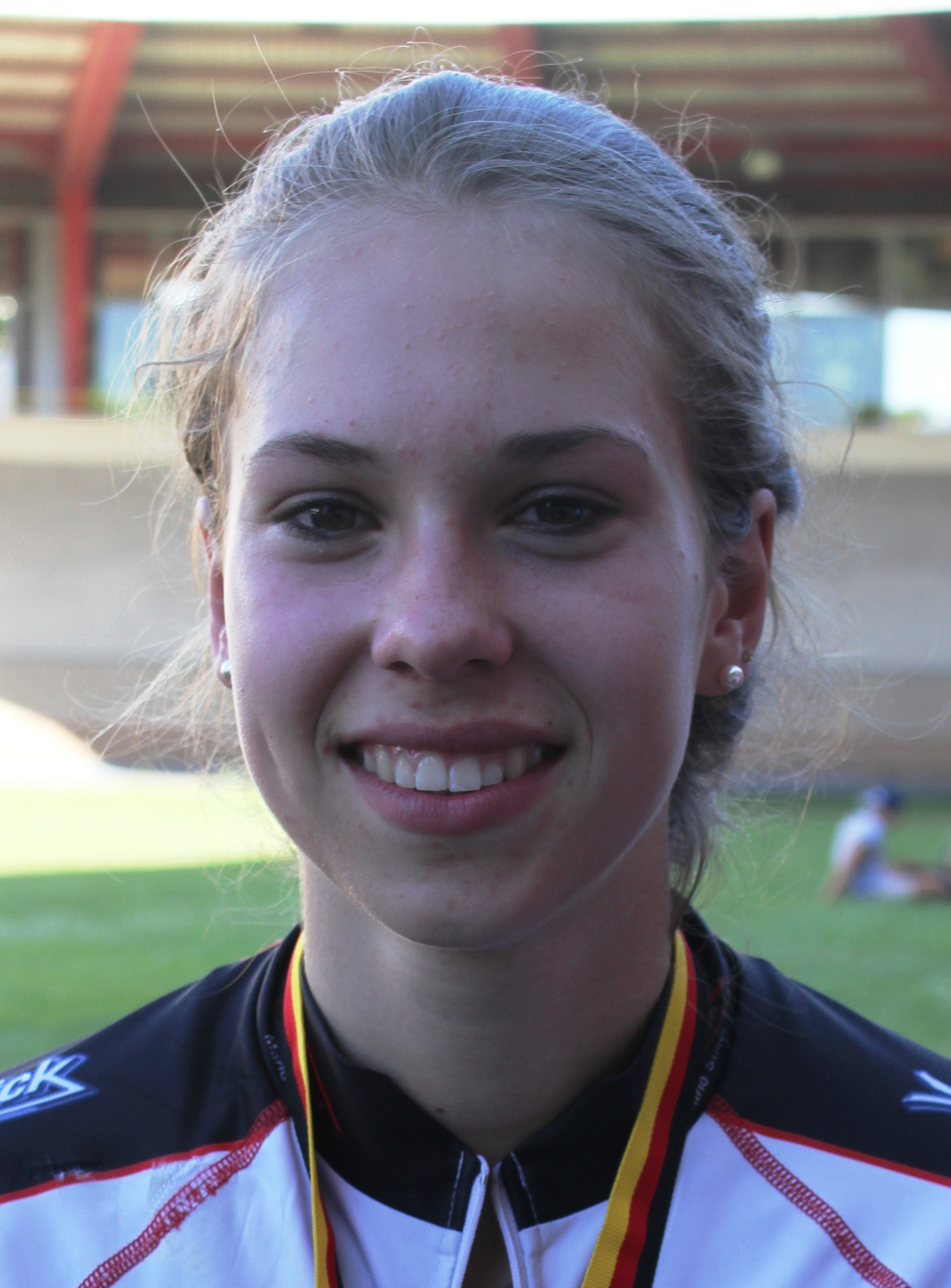
Emma Götz
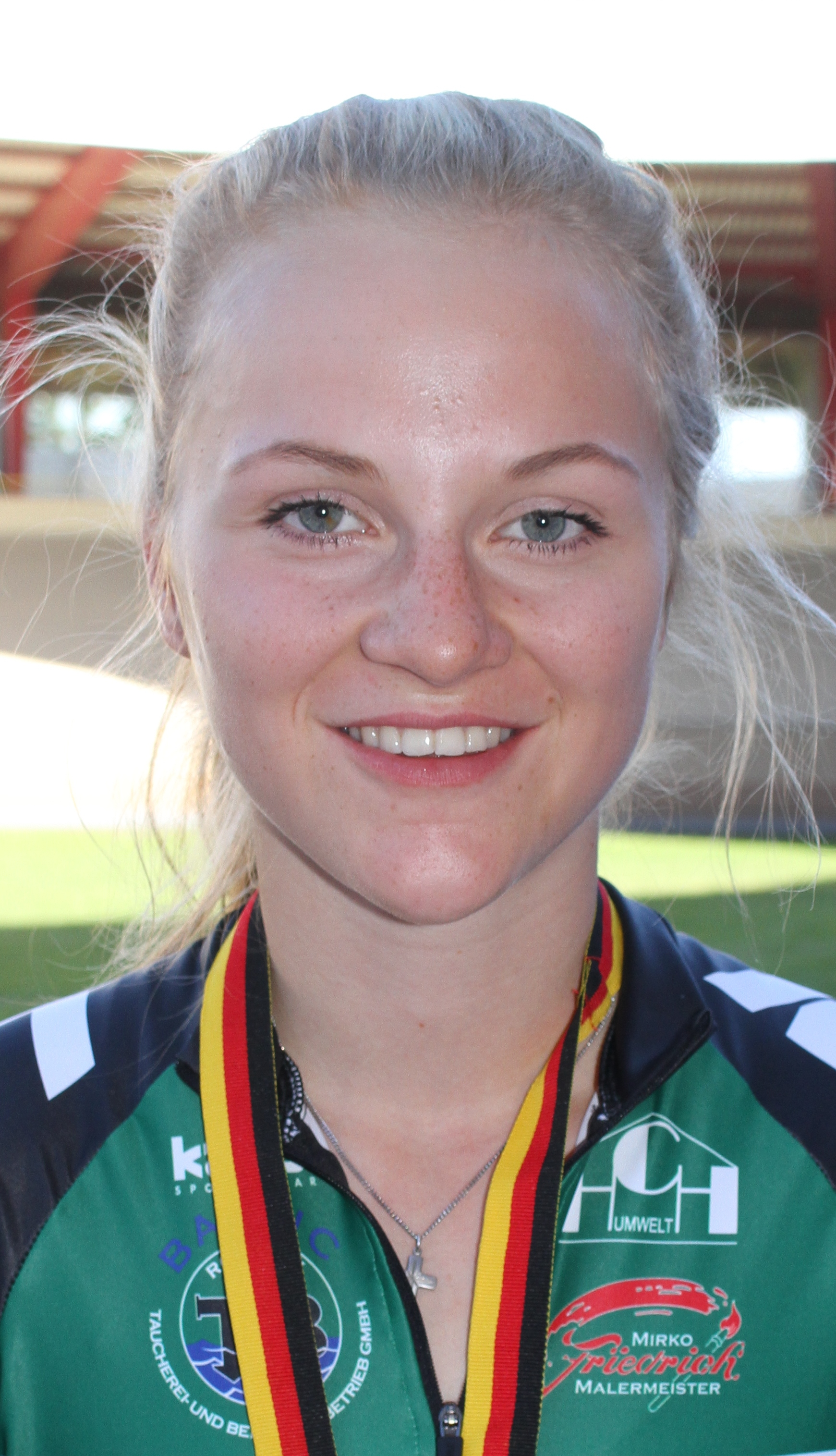
Lea Friedrich
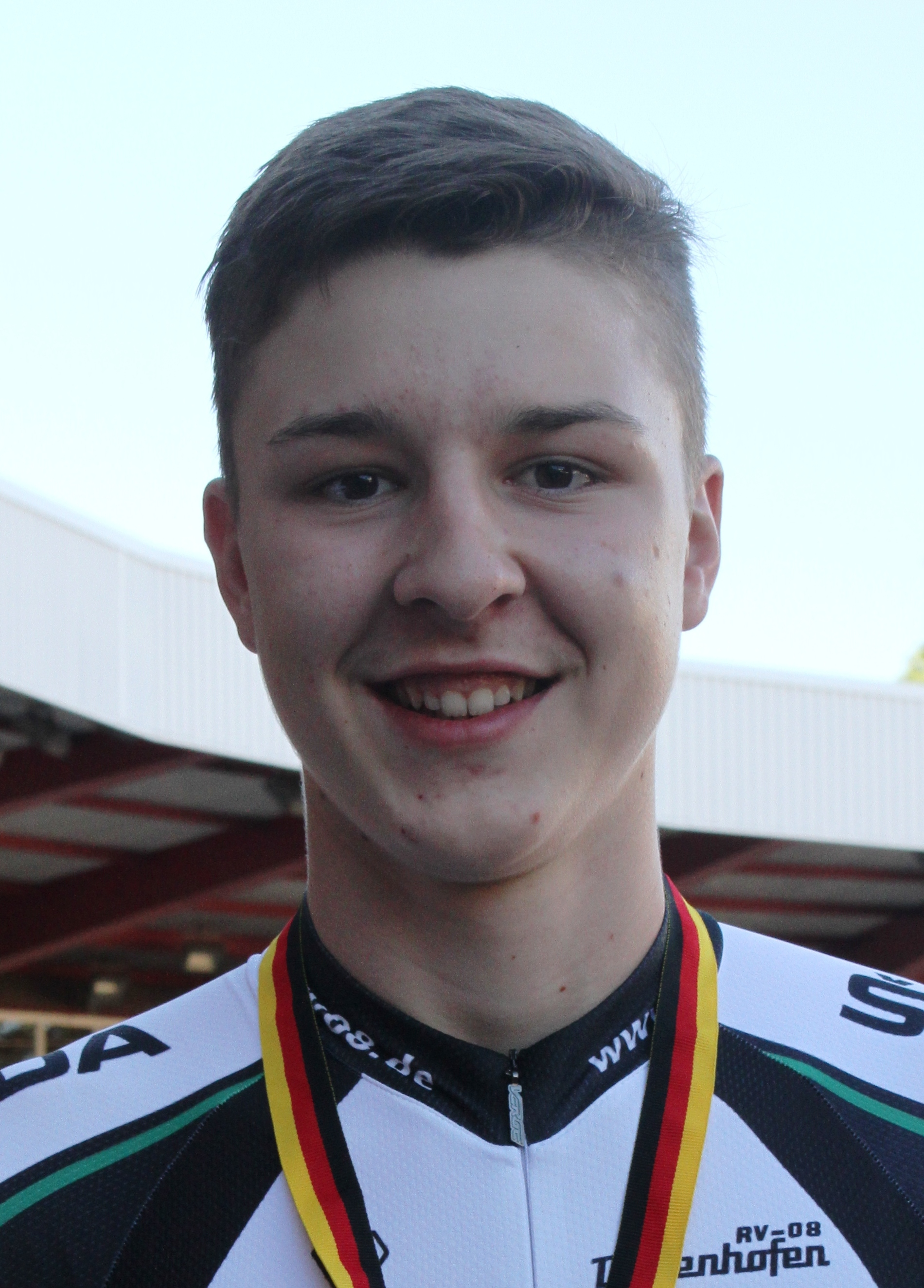
Elias Edbauer
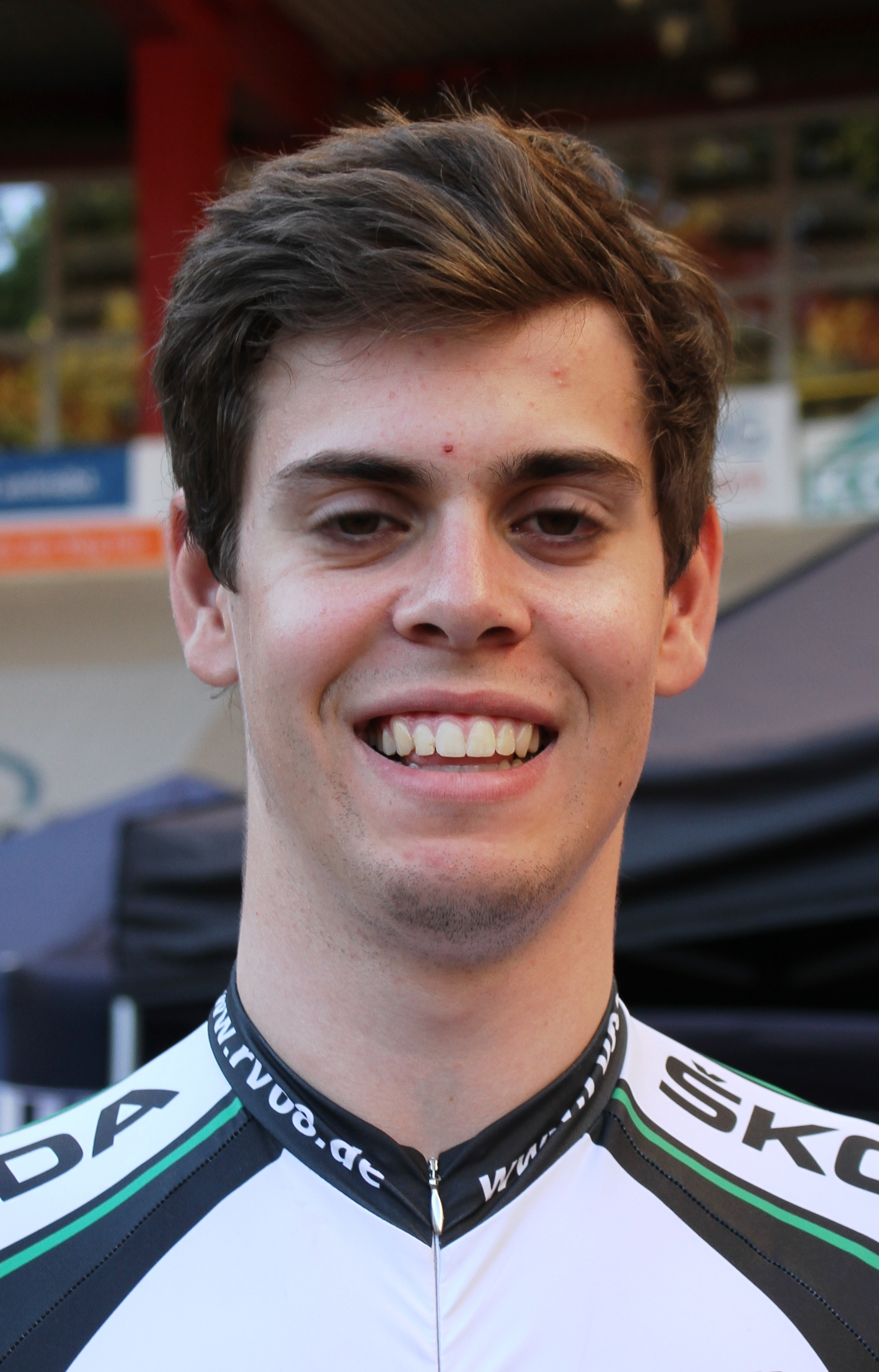
Timo Bichler
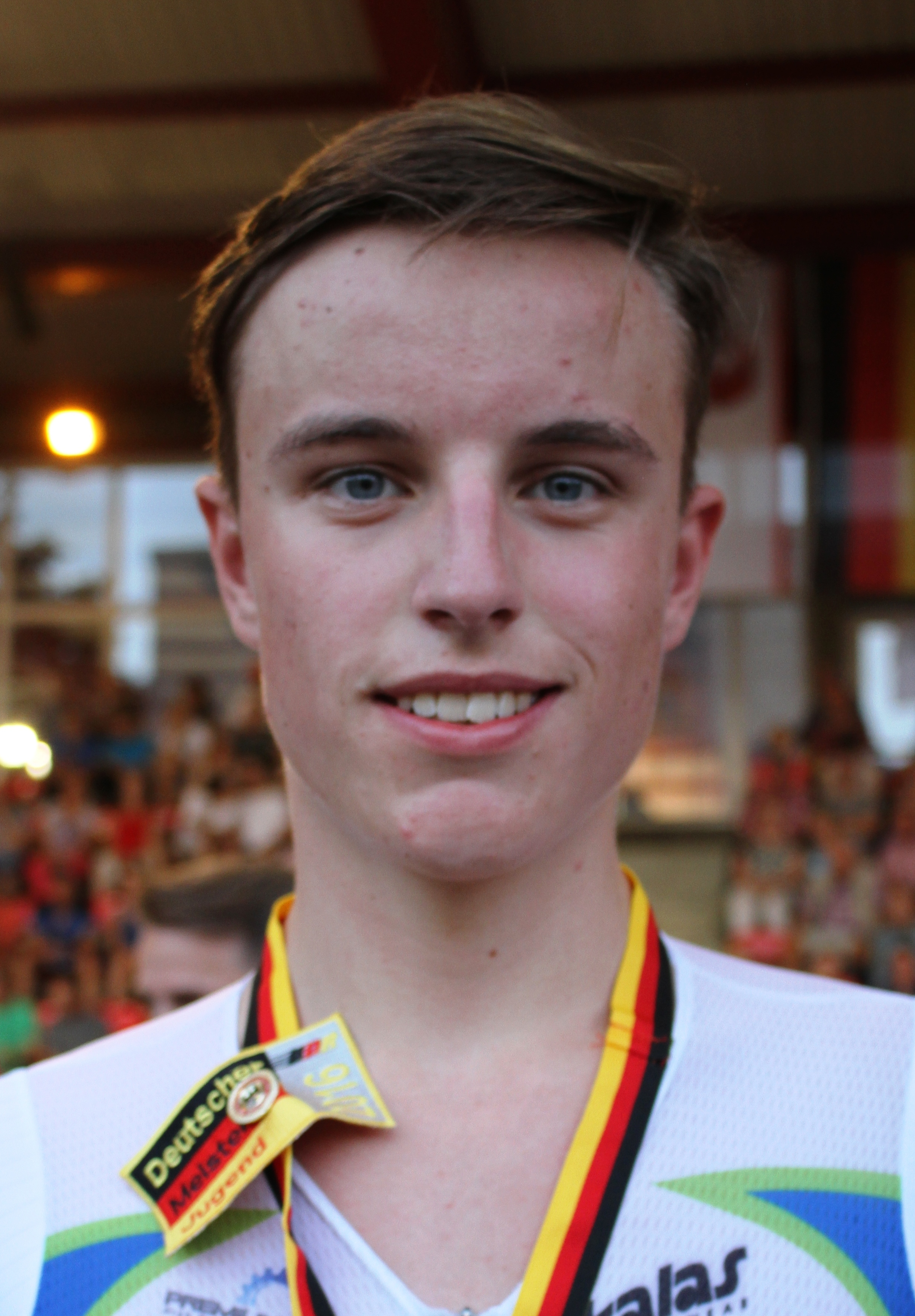
Calvin Dik
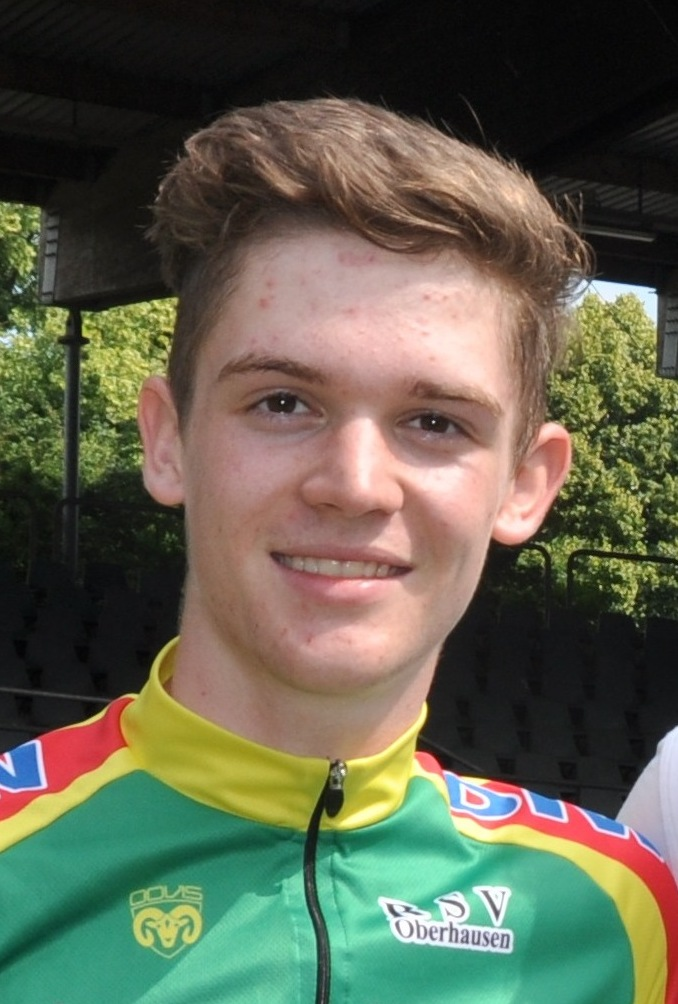
Nils Weispfennig

### Swiss Cycling
- Junioren: Aurèle Paroz, Scott Quincey, Mauro Schmid, Valère Thiébaud, Alex Vogel
- Frauen U23: Michelle Andres, Léna Mettraux, Aline Seitz
- Männer U23: Stefan Bissegger, Robin Froidevaux, Reto Müller, Lukas Rüegg, Joab Schneiter, Nico Selenati

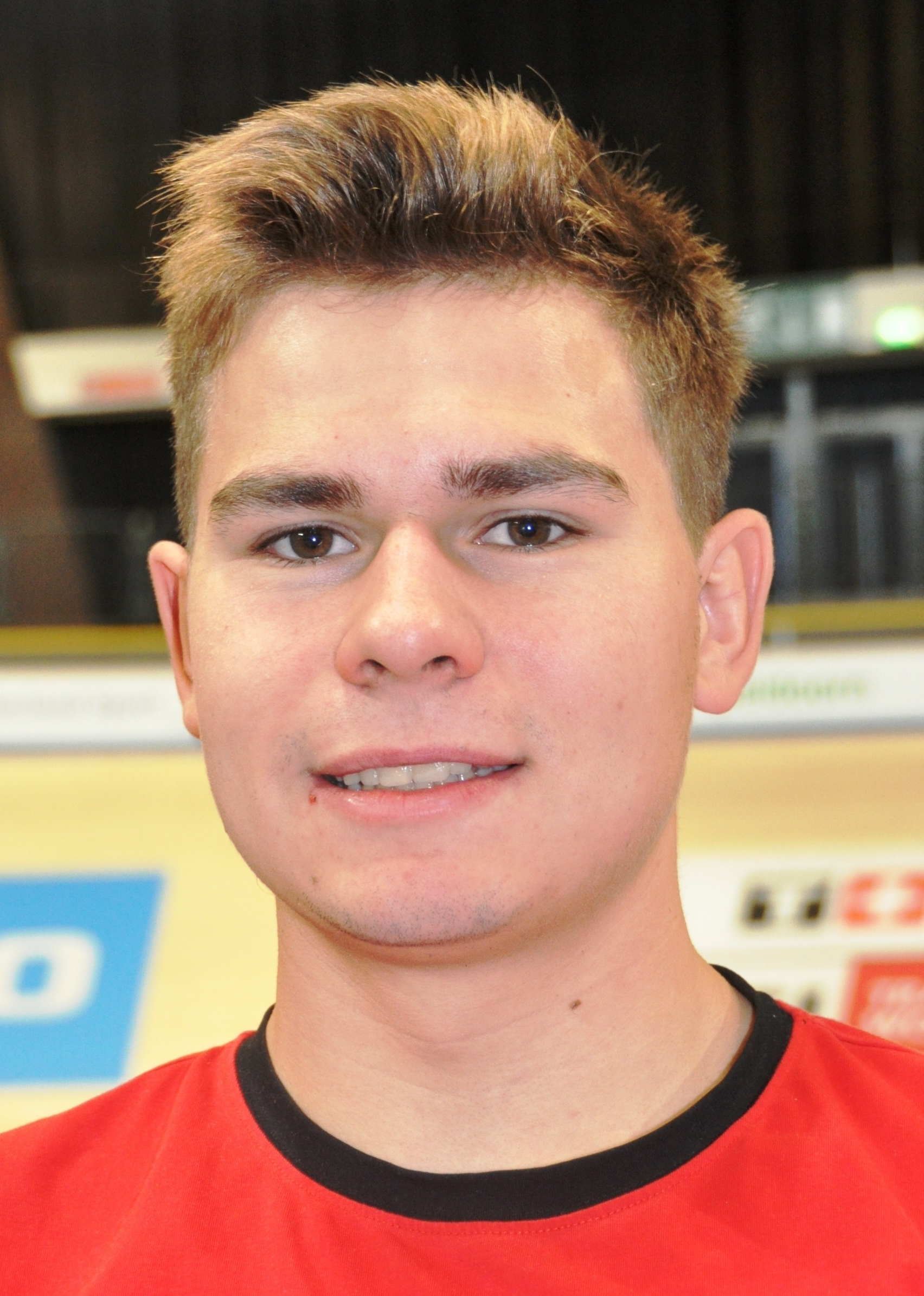
Stefan Bissegger
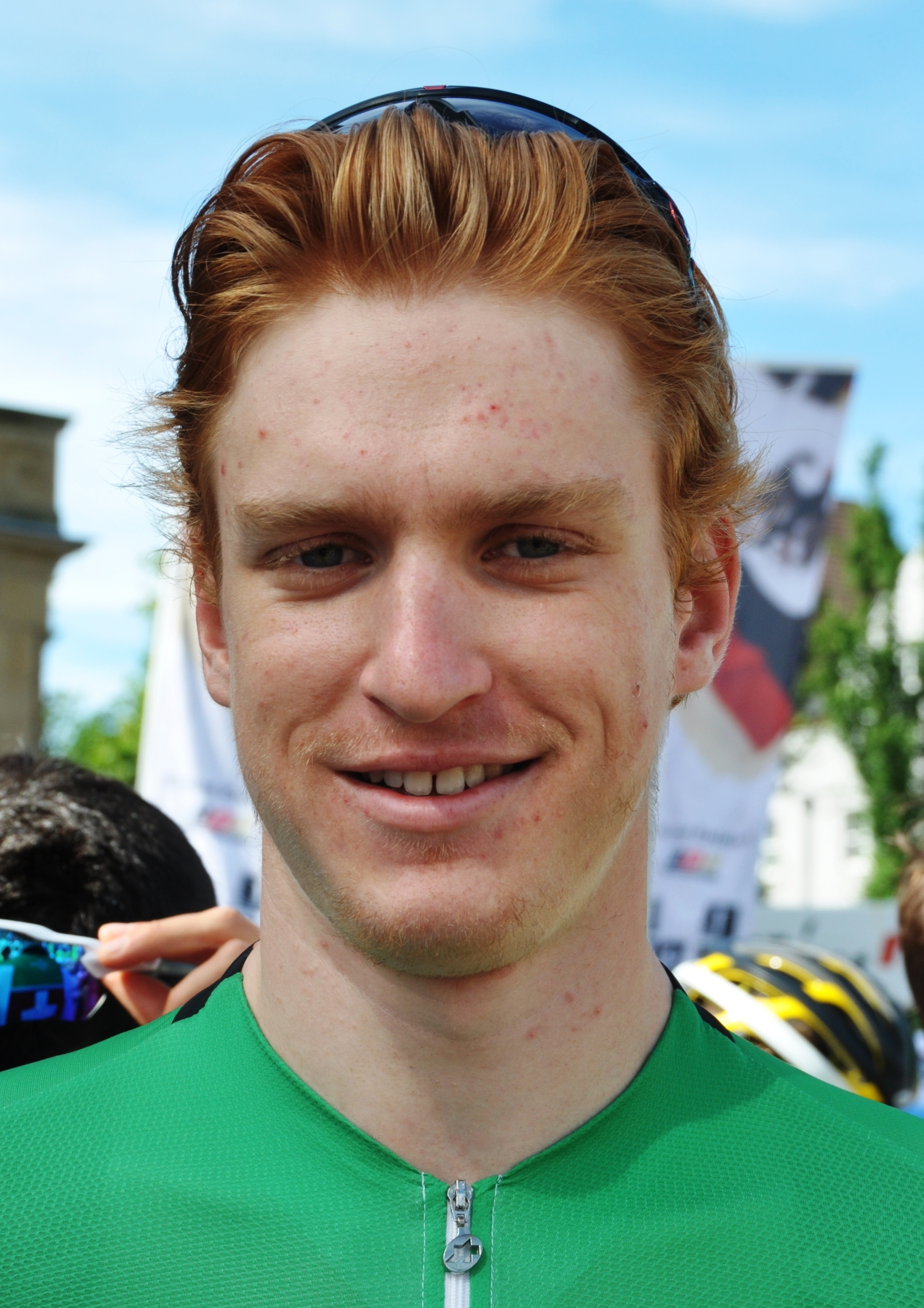
Reto Müller

### Österreichischer RV
- Männer U23: Stefan Mastaller, Tobias Edelbauer
- Junioren: Lukas Viehberger